# Cliché (大貫妙子のアルバム)
『Cliché』（クリシェ）は、1982年9月21日に発売された大貫妙子の6作目のスタジオ・アルバム。大貫のブレイク・ポイントとなった作品で、次作の『SIGNIFIE』（1983年）と並んで、大貫の80年代を代表する傑作アルバムと評価されている。大貫としては初となる海外レコーディングをフランス・パリで行った。

## 概要
前々作の『ROMANTIQUE』（1980年）、前作の『AVENTURE』（1981年）と共に「ヨーロピアン三部作」と呼ばれ、本作で一つの完成がなされた集大成的なアルバムと評されている。前半のA面（CDでは1～4曲目）は、坂本龍一が編曲を担当。後半のB面（CDでは5〜10曲目）が映画音楽の作曲などを手がけるジャン・ミュジーの編曲によるフランス録音で、ヨーロッパ志向が深化している。
アルバム・タイトルの「クリシェ」は、フランス語で ″常套句″ ″決まり文句″ という意味。また音楽用語としては、ある和音を連続して使用するとき、その和音の中の一音を少しずつ変化させる技法のこと。大貫はタイトルに込めた意味について、「普段よく使われている音やメロディーをもう一度取り上げることで、そこから新しい価値観を生み出す」といった解釈であるといい、「私の中の音楽をフランスで録音することこそが私にとっての ″クリシェ″ でした」とも語っている。

## 制作
アルバム制作を始める前に、大貫はまずヨーロッパへ行こうと思い、都市への憧れからパリを選んだ。ジャン・ミュジーにアレンジを依頼したのは、大貫自身が好きだったフランシス・レイの楽曲のアレンジを手掛けており、フランスのロマンティシズムを非常に大事にする人だったという理由からである。レコーディングの前にアルバム『ROMANTIQUE』と『AVENTURE』に手紙を添えて送ったところ、「非常に気に入ったから是非一緒に仕事をしたい、今度レコーディングする曲が出来次第送って欲しい。ただし、その曲を気に入らなかったらアレンジは出来ない」と、かなりの好感触であると同時に厳しい条件付きの返事を貰い、大貫は全力を挙げて曲を仕上げた。出来上がった曲を送ったところ「全部OK」との返答が来たため、レコーディングのスケジュールを決めてパリへ向かい、初めに詞の内容や、こういう楽器を使って欲しい、この映画の様なイメージで、といった要望を伝えた。ジャン・ミュジーの楽曲制作は、まずピアノと歌のみで全曲を録音し、その上にシンセサイザー、ドラム、ベース、ギター、最後にストリングスを被せていくという、日本での録音の仕方とは若干違いを感じるものではあったが、アレンジに関しては「いくらか表現が違う」と感じることはあっても意見が衝突するようなことはなく、むしろ想像以上のものを作ってくれることの方が多かったという。ジャン・ミュジーの仕事のやり方から大貫は、歌心、メロディーが持つリズムや流れといった基本的なものを学ぶことが出来たといい、コンピューターを多用した現代の日本のポップスとはかなり異なったフランスの音楽家の手法を見て、改めて「いいもんだな」と思ったと語っている。なお、ジャン・ミュジーのアレンジだけではやりたい事を全て補うのは難しいとして、収録曲中数曲のアレンジは坂本龍一に依頼された。

## アートワーク
ジャケットには大貫が絵描きに扮したカラフルなデザインが施されているが、これは前作、前々作とモノトーンが続き、″意地悪そう″ や ″冷たい女″ であるといったイメージが付くことに抵抗を感じた大貫自身の希望によるものである。撮影は写真家の大西公平が担当している。
なお、LPレコードのジャケットと同時発売のミュージック・テープとでは使用されている写真が異なっている。

## 収録曲

### LP / CT
| 全作詞・作曲: 大貫妙子。 |                              |           |            |                  |      |
| #                        | タイトル                     | 作詞      | 作曲・編曲 | 編曲             | 時間 |
| 1.                       | 「黒のクレール」             | 大貫妙子  | 大貫妙子   | 坂本龍一         | 4:59 |
| 2.                       | 「色彩都市」                 | 大貫妙子  | 大貫妙子   | 坂本龍一         | 3:35 |
| 3.                       | 「ピーターラビットとわたし」 | 大貫妙子  | 大貫妙子   | 坂本龍一         | 3:11 |
| 4.                       | 「LABYRINTH」                | 大貫妙子  | 大貫妙子   | 坂本龍一         | 4:36 |
| 5.                       | 「風の道」                   | 大貫妙子  | 大貫妙子   | ジャン・ミュジー | 3:32 |
| 合計時間:                | 合計時間:                    | 合計時間: | 19:53      |                  |      |

| 全作詞・作曲: 大貫妙子、全編曲: ジャン・ミュジー。 |                               |          |            |      |
| #                                                  | タイトル                      | 作詞     | 作曲・編曲 | 時間 |
| 1.                                                 | 「光のカーニバル」            | 大貫妙子 | 大貫妙子   | 3:17 |
| 2.                                                 | 「つむじかぜ〈tourbillion〉」 | 大貫妙子 | 大貫妙子   | 3:10 |
| 3.                                                 | 「憶ひ出〈mémoire〉」         | 大貫妙子 | 大貫妙子   | 3:43 |
| 4.                                                 | 「夏色の服」                  | 大貫妙子 | 大貫妙子   | 3:10 |
| 5.                                                 | 「黒のクレール」(reprise)     | 大貫妙子 | 大貫妙子   | 3:09 |
| 合計時間:                                          | 合計時間:                     | 16:29    |            |      |

### CD / SACD
| 全作詞・作曲: 大貫妙子。 |                               |           |            |                  |      |
| #                        | タイトル                      | 作詞      | 作曲・編曲 | 編曲             | 時間 |
| 1.                       | 「黒のクレール」              | 大貫妙子  | 大貫妙子   | 坂本龍一         | 4:59 |
| 2.                       | 「色彩都市」                  | 大貫妙子  | 大貫妙子   | 坂本龍一         | 3:35 |
| 3.                       | 「ピーターラビットとわたし」  | 大貫妙子  | 大貫妙子   | 坂本龍一         | 3:11 |
| 4.                       | 「LABYRINTH」                 | 大貫妙子  | 大貫妙子   | 坂本龍一         | 4:36 |
| 5.                       | 「風の道」                    | 大貫妙子  | 大貫妙子   | ジャン・ミュジー | 3:32 |
| 6.                       | 「光のカーニバル」            | 大貫妙子  | 大貫妙子   | ジャン・ミュジー | 3:17 |
| 7.                       | 「つむじかぜ〈tourbillion〉」 | 大貫妙子  | 大貫妙子   | ジャン・ミュジー | 3:10 |
| 8.                       | 「憶ひ出〈mémoire〉」         | 大貫妙子  | 大貫妙子   | ジャン・ミュジー | 3:43 |
| 9.                       | 「夏色の服」                  | 大貫妙子  | 大貫妙子   | ジャン・ミュジー | 3:10 |
| 10.                      | 「黒のクレール」(reprise)     | 大貫妙子  | 大貫妙子   | ジャン・ミュジー | 3:09 |
| 合計時間:                | 合計時間:                     | 合計時間: | 36:22      |                  |      |

### 楽曲解説
1. 黒のクレール
大貫自身とても気に入っており、よく聴く曲だという。本作より1年近く前に発売されたシングルであるが、アルバムにはまだ収められていないため是非収録したいと希望し、1曲目に配された[7]。
2. 色彩都市
当時の心境や生活態度といったものが現れており、大貫はこのアルバムで一番好きな曲であるとのこと。自分のことをこの曲の主人公のような女性だと思ってもらって結構だと、冗談混じりに話している[7]。
3. ピーターラビットとわたし
「CARNAVAL」や「恋人達の明日」の延長線上にあるシンセポップとなっており、初めからこういったサウンドにしようと希望して制作された曲である。途中に聴こえるウサギの笑い声は、大貫自身の笑い声を録音して回転速度を上げたもの。ピーターラビットが笑うと多分こんな感じだろうと想像して作ったという[7]。
4. LABYRINTH
アフリカン・ビートとシンセサイザーを使って新しい世界を創りたいと制作された。「世の中に生まれて、いつの間にか迷宮の罠の中に巻き込まれている」ということをどうしてもテーマにしたかったとのこと[7]。
5. 風の道
女性歌手RAJIEのために書かれた曲で、フランソワーズ・アルディの歌の世界をイメージして作られた。他人に提供した曲を自身のアルバムに収録するのは、大貫にとって初めてのことであった[7]。
6. 光のカーニバル
フランスをイメージさせるこのメロディー・ラインは、元々自身の中に温めていたものだという。日本人のアレンジャーが手掛けると ″フランス風″ になってしまうので、絶対、現地のミュージシャンに任せたいと思っていたが、本作でそれを実現出来てとても嬉しいと話している[7]。
7. つむじかぜ〈tourbillion〉
編曲を担当したジャン・ミュジーが「オー・シャンゼリゼ」等のポップスのアレンジに携わっていることもあり、アルバムの中でポップな面が出せればと思い作られた曲[7]。
8. 憶ひ出〈mémoire〉
映画のワン・シーンを想像させるような曲を作りたいとの思いから生まれた作品。大貫はこの曲を「非常にドラマティックな曲にしたい」と考え、その意図をアレンジャーに伝えたところ予想以上の完成度となって、ちょっとびっくりしたと語っている[7]。
9. 夏色の服
大貫曰く、女にしか書けない詞というのをアルバムに必ず1曲入れようと決めており、この曲がそれに当たるという。詞のテーマは「置き去りにされる女」だったが、大貫自身はこのテーマに男尊女卑を感じるため好きになれず、「想っている女」と解釈を変えて曲を作ったという。ジャン・ミュジーの弾くピアノにはエリック・サティに通じるものがありとても気に入っているとのこと[7]。
10. 黒のクレール (reprise)
大貫は本作を一つのトータル・アルバムと考え、「映画が終わり、字幕スーパーが静かに流れるといった状況を想像しながら聴いてもらえたら、私の『クリシェ』は完成したという感じなんですが」と述べている。また、いずれインストゥルメンタル曲で構成されたアルバムを作りたいという気持ちが影響したかもと話している[7]。

## 参加ミュージシャン
| 黒のクレール Keyboards, Drums: 坂本龍一 Guitar: 大村憲司 Bass: 細野晴臣 色彩都市 Keyboards, Drums: 坂本龍一 Guitar: 大村憲司 Percussion: 浜口茂外也 Background Vocals: EPO ピーターラビットとわたし Keyboards, Drums: 坂本龍一 Guitar: 大村憲司 Background Vocals: 大貫妙子 LABYRINTH Keyboards, Drums: 坂本龍一 Guitar: 大村憲司 風の道 Keyboards: Jean Musy Guitar: Claude Samara、大村憲司 Bass: Sauver Mallia Drums: Pierre Alain Dahan | 光のカーニバル Keyboards: Jean Musy つむじかぜ〈tourbillion〉 Keyboards: Jean Musy Bass: Sauver Mallia Drums: 村上秀一 憶ひ出〈mémoire〉 Keyboards: Jean Musy Guitar: Claude Samara Bass: Sauver Mallia Drums: Pierre Alain Dahan 夏色の服 Keyboards: Jean Musy 黒のクレール（reprise） Keyboards: Jean Musy |

## カバー
| 曲名                     | 歌手                             | 収録作品                                                            | 備考                                                     |
| ------------------------ | -------------------------------- | ------------------------------------------------------------------- | -------------------------------------------------------- |
| 黒のクレール             | テレサ・カルピオ(杜麗莎)         | アルバム『The Magic Of Teresa Carpio』                              | 広東語によるカバー。タイトルは「夜汽車」。               |
| 黒のクレール             | 原真祐美                         | アルバム『ベールクレール』                                          |                                                          |
| 黒のクレール             | 風見りつ子                       | アルバム『アヴァンチュリエ』                                        |                                                          |
| 黒のクレール             | 夢劇院                           | アルバム『夢劇院』                                                  | 広東語によるカバー。タイトルは「生日的願望」。           |
| 黒のクレール             | 井上芳雄                         | アルバム『空に星があるように』                                      |                                                          |
| 黒のクレール             | ネグリータ                       | アルバム『音のブーケ 大貫妙子 カヴァー集』                          |                                                          |
| 黒のクレール             | 岩崎宏美                         | アルバム『Dear Friends V』                                          |                                                          |
| 黒のクレール             | KIRINJI                          | アルバム『大貫妙子トリビュート・アルバム -Tribute to Taeko Onuki-』 |                                                          |
| 黒のクレール             | 普天間かおり                     | アルバム『Mellow』                                                  |                                                          |
| 色彩都市                 | 薬師丸ひろ子                     | アルバム『Sincerely Yours』                                         |                                                          |
| 色彩都市                 | 矢野顕子                         | アルバム『ELEPHANT HOTEL』                                          | 矢野が新たに作詞し、タイトルを「OH DAD」に変更している。 |
| 色彩都市                 | 松任谷由実 with キャラメル・ママ | アルバム『大貫妙子トリビュート・アルバム -Tribute to Taeko Onuki-』 |                                                          |
| 色彩都市                 | 原田知世                         | アルバム『music & me』                                              |                                                          |
| ピーターラビットとわたし | やくしまるえつこ                 | アルバム『大貫妙子トリビュート・アルバム -Tribute to Taeko Onuki-』 |                                                          |
| LABYRINTH                | THE BEATNIKS(高橋幸宏+鈴木慶一)  | アルバム『大貫妙子トリビュート・アルバム -Tribute to Taeko Onuki-』 |                                                          |
| 風の道                   | RAJIE                            | アルバム『キャトル』                                                | 大貫による提供楽曲。                                     |
| 風の道                   | 岩崎宏美                         | シングル『夢』                                                      | カップリング曲として収録。                               |
| 夏色の服                 | 宮沢和史                         | アルバム『大貫妙子トリビュート・アルバム -Tribute to Taeko Onuki-』 |                                                          |

## 発売履歴
| 発売日         | レーベル                 | 規格       | 規格品番   | 備考                           |
| -------------- | ------------------------ | ---------- | ---------- | ------------------------------ |
| 1982年9月21日  | Dear heart / RVC         | LPレコード | RHL-8807   |                                |
| 1982年9月21日  | Dear heart / RVC         | カセット   | RHT-8807   | LPとはジャケットが異なる       |
| 1984年8月21日  | Dear heart / RVC         | CD         | RHCD-7     | 初CD化                         |
| 1986年9月15日  | Dear heart / RVC         | CD         | R32H-1028  | 再発盤                         |
| 1991年8月21日  | Dear heart / BMGビクター | CD         | BVCR-2528  | 再発盤                         |
| 1995年3月24日  | Dear heart / BMG JAPAN   | CD         | BVCR-8016  | Q盤 音パレード                 |
| 1999年6月23日  | Dear heart / BMG JAPAN   | CD         | BVCK-38012 | RCA・CD名盤選書                |
| 2006年12月20日 | BMG JAPAN/RCA            | CD         | BVCK-37120 | リマスター盤・紙ジャケット仕様 |
| 2008年1月23日  | BMG JAPAN/RCA            | CD         | BVCK-18022 | リマスター盤                   |
| 2018年11月28日 | Sony Music/Great Tracks  | LPレコード | MHJL-39    | 再発売・リマスター盤           |
| 2021年12月8日  | Sony Music/ALDELIGHT     | SACD       | MHCL-10151 | 高音質CD                       |